# Batalla de Arroyo Bermejo
La batalla de Arroyo Bermejo, conocida también como el combate de Arroyo Bermejo o la acción de Arroyo Bermejo, fue un enfrentamiento militar que tuvo lugar el 29 de septiembre de 1863, produciéndose en el río Bermejo en Don Juan, localidad de Monte Plata, en el marco de la guerra de Santo Domingo o Restauración durante el reinado de Isabel II de España, donde se enfrentaron el ejército real español, dirigido por el teniente general Pedro Santana Familias, marqués de las Carreras, contra las tropas del ejército libertador dominicano del general Gregorio Luperón.
Los sucesos de la revolución acaecida en agosto de 1863 en los pueblos fronterizos con Haití en el Cibao dieron lugar a que el gobernador superior civil y capitán general de Santo Domingo José Felipe Rivero y Lemoine concibiera el plan de emprender una expedición al Cibao con una división encabezada por el general Pedro Santana, siguiendo la misma táctica usualmente seguida constantemente respecto con los disturbios en tiempos de la república y la que dio siempre el resultado anhelado. Aquella expedición conformada por peninsulares y dominicanos tuvo entre sus objetivos cruzar la cordillera central, destruir la revolución junto con su campaña iniciada en el Cibao y auxiliar las fuerzas en la ciudad de Santiago de los Caballeros. Dicho plan fue visto por los partidarios de la monarquía española como una esperanza, mientras que para los partidarios de la independencia fue de cuidado.
La batalla dejaría como resultado la victoria de los independentistas y la retirada de las fuerzas realistas hacia la ciudad de Santo Domingo. La victoria del ejército libertador es ampliamente conocida debido al relato apócrifo narrado de la obra del general de división Gregorio Luperón, Notas autobiográficas y apuntes históricos, donde se hace un paralelo entre los generales Santana y Luperón. Actualmente la batalla es conmemorada por la Comisión Permanente de Efemérides Patrias y el Ministerio de Defensa de la República Dominicana, la alcaldía y gobernación de Monte Plata siguiendo la narrativa del relato apócrifo.

## Antecedentes

### Plan de expedición Española al Cibao

#### Proyecto de expedición
El capitán general Felipe Rivero y Lemoine cuando recibió las noticias iniciales de la insurrección que había estallado en los pueblos de la frontera hispano-haitiana y sobre su expansión a Santiago de los Caballeros, supo de la importancia de acudir con fuerzas para aniquilar el foco de revolucionario. El capitán general Felipe Rivero encontrándose sin tropas, esperando los auxilios de las Antillas y con pocas e inciertas noticias respecto a los acontecimientos en Santiago de los Caballeros, desconociendo también que la mayor parte de las tropas llegadas desde la Capitanía General de Cuba habían ido con dirección a Santiago de los Caballeros desde la ciudad de San Felipe de Puerto Plata, tuvo la necesidad de obrar con eficacia y rapidez en su estado casi desesperante, y consultaría con elmarqués de las Carreras, el hombre más conocedor y de mayor prestigio de la isla. En dicha entrevista con el marqués de las Carreras salió el plan de una expedición al Cibao para que yendo por el interior de la isla hiciera renacer la confianza en los pueblos y destruyera la propaganda rebelde.
Este proyecto de expedición fue anunciado en los periódicos de la Ciudad de Santo Domingo el 12 de septiembre bajo las siguientes condiciones:

“Tropas de Monte-Plata y Bayaguana, con el general D. Juan Contreras á su frente, se dirigieron á San Pedro, punto que parece ser el designado para la reunión del ejército expedicionario, que según nuestros informes ha de marchar sobre la Vega, á las órdenes del excelentísimo señor general D. Pedro Santana, quien reasumirá el mando en jefe de todo el Cibao.”

Según el teniente general José de la Gándara y Navarro la expedición atravesaría la cordillera central, se cruzaría por la villa de San Antonio del Bonao o la villa del Cotuy y se terminaría marchando sobre Santiago de los Caballeros.

#### Preparativos de la expedición
El capitán general Rivero y el marqués de las Carreras replegando destacamentos y desguarneciendo lugares de importancia secundaria lograron ambos reunir una columna de 2 100 hombres. La columna estaba compuesta del batallón de cazadores de Bailén, de San Marcial, parte del de Vitoria, una compañía de ingenieros, dos piezas de montaña, sesenta caballos del escuadrón cazadores de Santo Domingo, cuatrocientos voluntarios de infantería y la quinta parte eran 500 hombres de caballería de las reservas de la villa de San Cristóbal. La columna se le reforzaría con un contingente similar al de San Cristóbal con las reservas de la villa de Santa Cruz del Seybo que durante la marcha estarían destinadas a unirse a la columna.

## Expedición

### División del marqués de las Carreras
En la mañana del día 15 saldría de la capital el marqués de las Carreras frente a la columna y fue recibido por las tropas en Pajaritos en medio del mayor entusiasmo, y se emprendió la marcha como aproximadamente a las dos de la tarde. Después de un pequeño descanso en Poma Rosa se llegó en al anochecer a Sabana Mojarra, donde se acampó frente al río Yábacao. Las tropas españolas emprendieron su marcha en la mañana del día 16 y a las diez llegarían orillas del río Yábacao donde se dificultaría el paso por su anchura, profundidad y por la gran corriente que producía la lluvia. Tras atravesar el obstáculo se continuó avanzando hasta Sabana Yuna, donde las tropas pasarían la noche padeciendo la lluvia.
A las ocho de la mañana del día 17 se continuó la marcha con dirección a la villa de San Antonio de Monte Plata, lugar donde se decía que se reunían los insurgentes, llegando al medio día a Sábana del río Socoa, desde donde el marqués de las Carreras ordenaría que marchara una compañía del Bailén y la caballería a marcha forzada para llegar a San Antonio de Monte Plata antes que los insurrectos tomaran posesión del pueblo. La columna salió en la misma dirección dos horas después, entrando en el pueblo al anochecer al son de las músicas y con banderas desplegadas, y formando en la plaza principal, leyó el secretario del marqués de las Carreras, el coronel de las reservas José María Pérez, una proclama en que se llamaba a las armas a todos los habitantes para que en conjunto con las tropas españolas combatiesen la rebelión.

### Contratiempos y pormenores
Las tropas españolas se encontraban rendidas y estropeadas, como si hubiesen pasado muchos días caminando cuando el trayecto que recorrieron era no muy largo y sencillo bajo circunstancias normales. La situación de las tropas empeoraría por las malas condiciones del campamento, las prolongadas lluvias, y los efectos de humedad y el calor, principalmente. Las tropas españolas estaban en la intemperie debido a que allí las tiendas de campaña rara vez se utilizaban en territorios encharcados y hubo escasez de alimentos, además se retrasaban las reservas de Santa Cruz del Seybo y esperarlas agrava las contrariedades, la cantidad de enfermos y de comida. Por la falta de transporte los enfermos no podían evacuar el campamento y aquello causaría una aglomeración de ellos. Empezaba el marqués de las Carreras a impacientarse y le pidió al capitán general Rivero que remediara sus necesidad espero el capitán general Rivero de todas partes le reclamaban lo mismo.
Uno de los acompañantes del marqués de las Carreras, Pedro Valverde, quien era llevado bajo clase de arrestado político, era señalado según la opinión pública como instigador de la revolución y aprovechándose del cierto disgusto que empezaba a nacer en las filas de las reservas, alentaría a muchos sancristobaleños a desertar y que empezó a suceder con inesperada rapidez.
Cuando el marqués de las Carreras se decidía a emprender operaciones, se recibiría la noticia de la capitulación de Santiago de los Caballeros que causaron profunda sensación. El comandante del Estado Mayor Rodríguez Rivera llegaría a San Antonio de Monte Plata con la disposición del capitán general Rivero para que la columna retornara a la capital pero marqués de las Carreras no acataría dicha orden, y reuniría a sus los jefes de los cuerpos manifestándoles que teniendo a los insurrectos cerca y sin haber entrado en combate le parecía de mal efecto el cumplimiento de dicha orden, por lo que podía influir en la desacreditación del Gobierno, y emitió el parecer de probar fortuna yendo en busca de separatistas. Dicha opinión fue unánimemente acatada y se procedió a tomar las disposiciones necesarias para llevarla a cabo.

### El Combate
El día 29 se movió el campamento de San Antonio de Monte Plata, dejando una pequeña fuerza en él; se emprendió la marcha para atacar al enemigo debido a que según los informes ocupaban con respetables fuerzas la formidable posición del río Bermejo, sin embargo no se sabe cantidad de los independentistas porque ocultos por lo general en la espesura de los bosques no se les podía fácilmente contar.
A las diez de la mañana, tan pronto al asomarse la columna española al desfiladero del río Bermejo y al ser vistas por los tropas independentistas dominicanas del coronel Dionisio Troncoso desde aquella formidable posición fueron recibidos con una fuerte descarga de fusilería, probándose lo imponente de las fuerzas del ejército libertador. Las fuerzas españolas responderían al ataque lanzándose inmediatamente hacia el río y que fue contenida por el fuego de metralla hecho con dos piezas de artillería, y cuando el ejército real se le dio la señal para atacar avanzaron las columnas, tomándose los campamentos quemados por los rebeldes y prosiguieron su persecución hasta los estribos del Sillón de la Viuda. A las cinco de la tarde ya no se encontraban ya los insurrectos y los españoles acamparon en la nueva posición.

## Consecuencias

### Toma de San Pedro y La Luisa
A la mañana del día 30 emprendió la marcha sobre San Pedro que se tomó sin resistencia, continuando por la tarde de bajo una fuerte lluvia con dirección a La Luisa que se suponía estaba ocupada por el general Eusebio Manzueta con fuerzas rebeldes pero habiendo llegado sin encontrar resistencia se acampo en este punto donde se pasaría la noche y el 1 de octubre se dejaría en aquel pueblo varios hombres de las reservas y del Bailén bajo las órdenes delgeneralJosé María Pérez Contreras, y continuó la columna para la villa de Sanguino, lugar al que se llegaría sin novedad y luego cruzándose el río Ozama.

## Relato legendario

### Texto apócrifo
En la década de los 90s del siglo XIX el general Luperón escribiría Notas autobiográficas y apuntes históricos, donde en parte narra los sucesos de la guerra en tercera persona. En el capítulo cinco dice que:

“tres o cuatro horas después de haberse instalado el Gobierno el día 14 de septiembre de 1863, llegó a Santiago el General Juan Alvarez Cartagena, enviado por el Gral. Manuel Mejía, Gobernador de La Vega, para participar que el General Santana marchaba con seis mil hombres para el Cibao.”
Gregorio Luperón

No obstante el marqués de las Carreras no saldría con su división hasta el 15 de septiembre. Luego en el libro relata lo siguiente:

“Impresionados y medio aturdidos todos los miembros del Gobierno, se reunieron en consejo y decidieron que el General Salcedo, como Presidente, debía marchar enseguida a la Provincia de La Vega, a reunir y formar fuerzas para hacer frente al General Santana; pero aquel General declinó tamaña honra, pretextando que tenía que ir al encuentro de los generales Polanco, Monción y Pimentel, para informarlos del cumplimiento de la misión que ellos le habían encomendado; y en vista de esta negativa, el Gobierno requirió a Luperón, que en seguida se presentó.”
Gregorio Luperón

La narración continua diciendo que el general Luperón aceptaba pero bajo la exigencia de que Gobierno declarara al marqués de las Carreras como «traidor a la patria», y que lo pusieran fuera del amparo de las leyes republicanas, posteriormente mostrándose que se le nombraba jefe de todas las fuerzas del este y sur junto con el decreto referido al marqués de las Carreras, sin embargo nada de aquello fue el día 14, siendo que el día 15 el general Luperón se hizo nombrar por el ministerio como jefe de operaciones sobre San Antonio del Bonao, mientras el presidente José Antonio Salcedo estaba ausente y tan pronto el día 25 retorno el presidente José Salcedo a Santiago de los Caballeros se le dijo al general Luperón que partiría inmediatamente para la zona amenazada de guerra a dirigir las operaciones. Respecto a lo que concierne al decreto donde se le acusa de «alta traición» acompañado con la pena de muerte al marqués de las Carreras se expidió el 25 de diciembre y para aquel momento que se hizo el decreto el general Luperón se hallaba de cuartel en la villa de San Ignacio de Sabaneta, como consecuencia de haber sido sometido a un consejo de guerra en el sur, ocasionado por los yerros que cometió en su campaña en el sur.
En el libro se prosiguió relatando que el general Luperón encontró en el Sillón de la Viuda al coronel Troncoso y su tropa desalojados del río Bermejo tras su derrota por el marqués de las Carreras y se dice que el general Luperón buscó a los españoles, desalojándolos del río Bermejo y a las cuatro de la mañana del día siguiente se enfrentaría al marqués de las Carreras. La narración sigue diciendo:

“Bermejo separaba al héroe de lo pasado, del héroe de lo porvenir, y entrada la noche el General Santana dejó una parte de la tropa en Bermejo y se retiró con el resto a San Pedro. Luperón pasó el arroyo, derrotó la retaguardia, le hizo algunos prisioneros y antes de amanecer, sus guerrillas rompían el fuego en San Pedro. El General  Santana se replegó a Guanuma, y Luperón ocupó a San Pedro.”
Gregorio Luperón

Prosigue diciendo que el combate ocurrió entre el 30 de septiembre y el 1 de octubre en el río Bermejo, allí sucedió más que un combate, una verdadera batalla, que fue donde el general Pedro Santana fue derrotado el 29 de septiembre, siendo este combate mencionado tanto por el capitán de infantería Ramón González Tablas, el general José de la Gándara y el propio marqués de las Carreras. En Guanuma el 2 de octubre también entró en combate el general Luperón, derrotando contundentemente allí a las fuerzas españolas del marqués de las Carreras.